# Bande dessinée et Shoah
La bande dessinée s'est intéressée tardivement à la Shoah à l'exception notable de La bête est morte ! (1944), suivie de L'Oncle Paul (1952) dans le domaine franco-belge, de Sacrifices inconnus de Vittorio Cossio publié en France dans Tarzan dans le domaine italien (1947) et de Master Race de Krigstein et Feldstein (1955) dans le domaine des comic books américains. L'œuvre la plus marquante en ce domaine est Maus d'Art Spiegelman.

## Un sujet peu traité après 1945
L'album La Bête est morte ! publié en 1944 avant la fin du conflit, est la première BD française sur la Seconde Guerre mondiale, racontée sous forme d'histoire animalière. La Shoah n'est évoquée que brièvement, sur deux cases de l'album, la prise de conscience de sa spécificité et de son ampleur n'ayant pas encore eu lieu au moment de la parution fin 1944. Il s'agit cependant de sa première représentation dans une bande dessinée : les deux cases mettent en scène des déportations de familles et des exécutions de civils, et l'étoile jaune apparaît dans un détail de l'un des dessins. Le texte évoque le massacre de « certaines tribus d’animaux pacifiques que nous hébergions et à qui nous avions bien souvent ouvert nos portes pour les abriter contre la fureur de la Bête déchaînée » et le « plus atroce plan de destruction des races rebelles, dispersant les membres de leurs tribus dans des régions lointaines, séparant les femmes de leurs époux, les enfants de leur mère, visant ainsi l’anéantissement total de ces foules inoffensives ».
Le thème demeure cependant peu abordé dans la bande dessinée franco-belge dans les années qui suivent immédiatement le conflit, à l'exception notable d'un épisode de L'Oncle Paul scénarisée par Jean-Michel Charlier dans une histoire de deux fois quatre pages intitulée : Le Héros de Budapest, suivi de Seul contre la barbarie, parues dans Spirou en janvier 1952 et dessinées par Jean Graton qui décrit les actions du diplomate suédois Raoul Wallenberg en faveur des Juifs hongrois. C'est la première fois que sont montrés des Juifs parqués dans des trains en direction des camps d’extermination. Il faut attendre les années 1980 pour en retrouver une mention dans une BD française. Le journal catholique Cœurs vaillants raconte en 1945, sous forme de bande dessinée, un épisode de la vie d’un curé à Mauthausen sans que les Juifs ne soient même mentionnés.

## La prise de conscience

### États-Unis

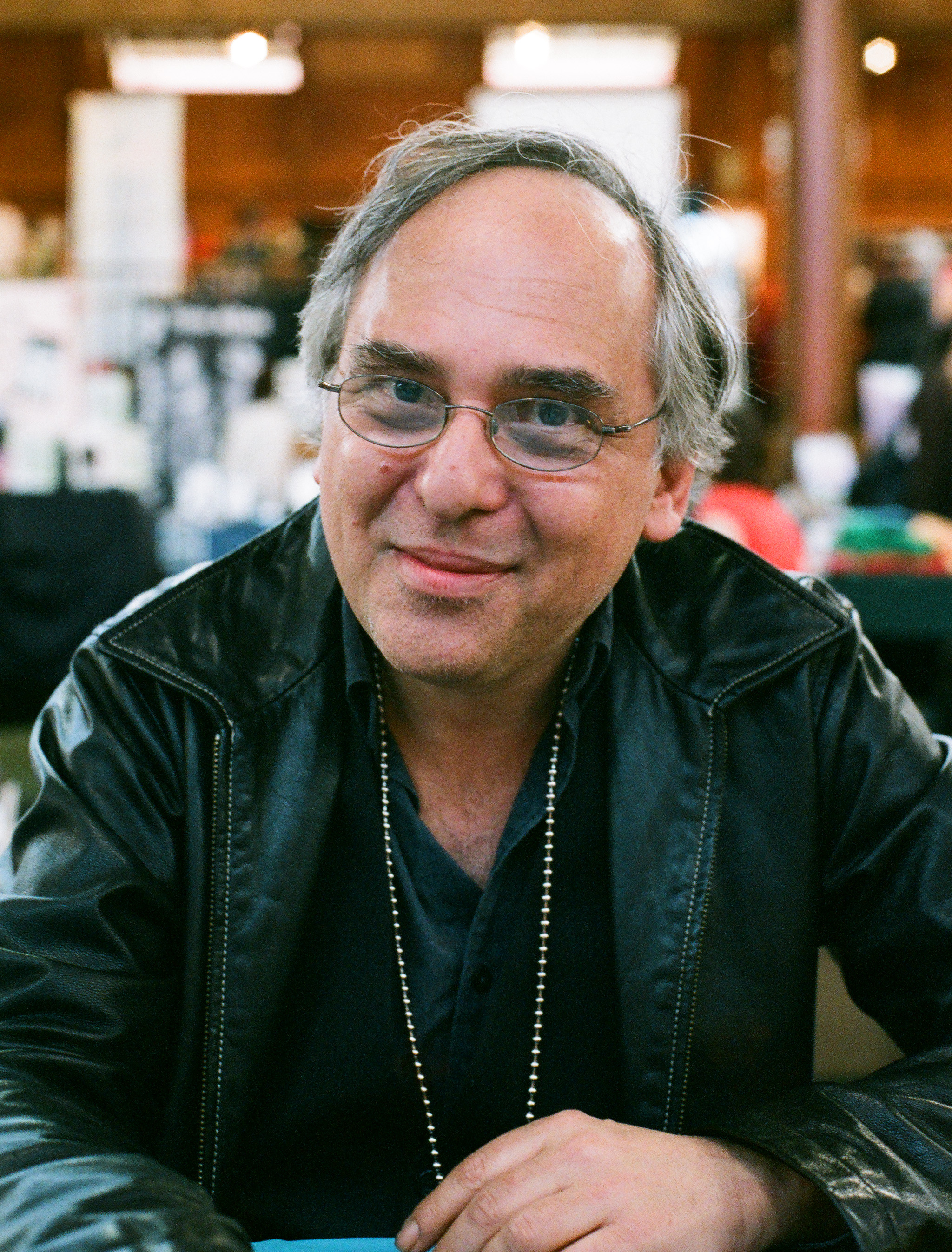
Art Spiegelman

Le magazine Impact no 1 publié en 1955 par EC Comics présente une histoire dessinée par Bernard Krigstein sur un scénario d'Al Feldstein. Elle raconte la rencontre fortuite d’un ancien détenu des camps et de l’un de ses bourreaux. Cette courte histoire (8 planches) dont le titre est Master Race, est « une leçon de bande dessinée par sa maîtrise narrative et un magnifique hommage aux victimes juives ».
Les années 1980 voient paraître le premier chef-d'œuvre de bandes dessinées consacré à la Shoah. Il s'agit de Maus d'Art Spiegelman que l'auteur ébauche à partir de 1972 et met près de vingt ans à terminer. Cette œuvre sans précédent de plus de 250 pages est à la fois le récit du génocide des juifs de Pologne (les Juifs sont représentés comme des souris, les nazis comme des chats et les Polonais comme des porcs) et l'histoire des relations difficiles entre l'auteur, jeune intellectuel new-yorkais, et son père, rescapé d'Auschwitz, les deux trames narratives étant étroitement mêlées. L’auteur montre la vie dans les camps, le comportement des populations civiles, ce que doivent faire les fugitifs pour survivre. Tant en Europe qu’en Amérique, l’œuvre a été saluée par la critique : des dessins originaux sont exposés dans divers musées du monde. Art Spiegelman a reçu le prix Pulitzer (1992), attribué pour la première fois à une bande dessinée.
Entre novembre 2008 à mars 2009, est parue la mini-série Magnéto : Le Testament qui, sous prétexte de retracer la jeunesse du méchant des X-Men, offre en fait un récit historique détaillé et très réaliste sur la Shoah, entre 1935 et 1945 (scénario : Greg Pak ; dessin : Carmine di Giandomenico). C'est en réalité le scénariste Chris Claremont qui, le premier, fit de Magneto un juif rescapé d'Auschwitz dans X-Men Vs. Magneto (Uncanny X-Men #150, octobre 1981.) Cette mention est l'aboutissement d'un bon nombre de comics (près d'une centaine) qui font allusion aux camps de concentration et parfois même aux camps d'extermination, sans jamais les évoquer de façon formelle.

### Japon
Une autre œuvre a marqué l'histoire de la BD, L'Histoire des 3 Adolf d'Osamu Tezuka. Cet auteur de bande dessinée, reconnu dans son pays, mélange l'histoire de trois personnages au même prénom, Adolf Hitler lui-même, Adolf Kamil, un Juif habitant au Japon et Adolf Kaufmann, dont la mère est japonaise et mariée à un dignitaire nazi dans une série de mangas en quatre volumes et plus de 1 200 pages. L'auteur évoque en outre Richard Sorge et les bombardements américains sur le Japon.

### France
La collection Vécu chez Glénat, bien que traitant de sujet historique, a très peu abordé cette question. L'album de Patrick Cothias, qui est une adaptation du récit autobiographique de Martin Gray, évoque ce sujet. Plus tard, Pascal Croci se base sur les témoignages de survivants pour produire Auschwitz ; sur Actua BD, « Malgré les bonnes intentions de l’auteur, son travail fut critiqué, y compris par les témoins qu’il a interrogés ». Une autre série, Sir Arthur Benton aborde la question de la Solution finale de la question juive dans le tome 2, Wannsee, 1942, à travers un récit d'espionnage. 
La série Irena (1997-2020) de Jean-David Morvan, Séverine Tréfouël et David Evrard raconte en cinq albums la vie d'Irena Sendler qui a sauvé 2 500 enfants juifs du ghetto de Varsovie. Elle s'appelait Sarah est l'adaptation en bande dessinée en 2018 du roman éponyme de Tatiana de Rosnay ; il raconte par récits croisés l'histoire d'une fillette prise dans la tourmente de la rafle du Vélodrome d'Hiver, de la Shoah, du drame de son petit frère, et les recherches d'une journaliste américaine qui enquête sur elle,,. Le diptyque L'Institutrice d'Yves Lavandier et Carole Maurel, chez Albin Michel, raconte l'histoire d'une institutrice bretonne qui se bat pour sauver un enfant juif en juin 1944. Autre roman graphique historique ancré dans la réalité, avec Pierre-Roland Saint-Dizier (Scénario) et Christophe Girard (illustrations), les éditions du Rocher publient le 21 février 2024  « Je n'ai pas oublié… » Histoires de la Shoah par balles.